# Lindsaea hainaniana
Lindsaea hainaniana là một loài dương xỉ trong họ Lindsaeaceae. Loài này được Lehtonen & Tuomisto mô tả khoa học đầu tiên năm 2010.
Danh pháp khoa học của loài này chưa được làm sáng tỏ. 